# 王勇領
王勇領（1946年-），中國軟件工程學家，北京工業大學計算機學院教授。

## 生平
1968年畢業於中國科學技術大學數學系數理統計專業。自1970年起，先後在電子工業部從事計算機設計、中國社會科學院從事情報檢索。1989年到1990年為中國教育部公派加拿大卡爾加裏大學（University of Calgary）計算機科學系高級訪問學者，現為北京工業大學計算機學院教授。

## 學術研究
1986年出版《計算機數據處理系統分析與設計》，獲1992年電子工業部高等學校優秀教材一等獎。1987年至1990年主持開發了電子工業部 “國家七五計劃科技攻關項目-統計預測工具軟件” ，該項目在1991年通過國家驗收並獲得電子工業部頒發的浪潮杯三等獎。

## 著作
- 《電子計算機與企業管理》（與俞新昌合著）知識出版社1984年版[4][5]

- 《市場預測及其應用》海洋出版社1985年版[6][7][8]

- 《領導與未來》（與秦麟征等人合著）山東人民出版社1985年版

- 《計算機數據處理系統分析與設計》清華大學出版社1986年版，臺灣儒林出版社1992年版[9]

- 《預測計算方法》科學出版社1986年版

- 《系統分析與設計》清華大學出版社1991年版，臺灣儒林出版社1993年版[10]

- 《計算機綜合應用知識》（與羅曉沛等人合著）中國計算機軟件專業技術資格和水平考試教材，清華大學出版社1992年版[11]